# إليوت جونستون
إليوت جونستون (بالإنجليزية: Elliott Frank Johnston)‏ هو قاضي وضابط ومحامي وسياسي أسترالي، ولد في 26 فبراير 1918 في أستراليا، وتوفي في 25 أغسطس 2011 بأديلايد في أستراليا. حزبياً، نشط في الحزب الشيوعي الأسترالي ( – 1983). وقد انتخب Justice of the South Australian Supreme Court ‏ (28 يونيو 1983 – 26 فبراير 1988).